# Autopista A3 (Luxemburgo)

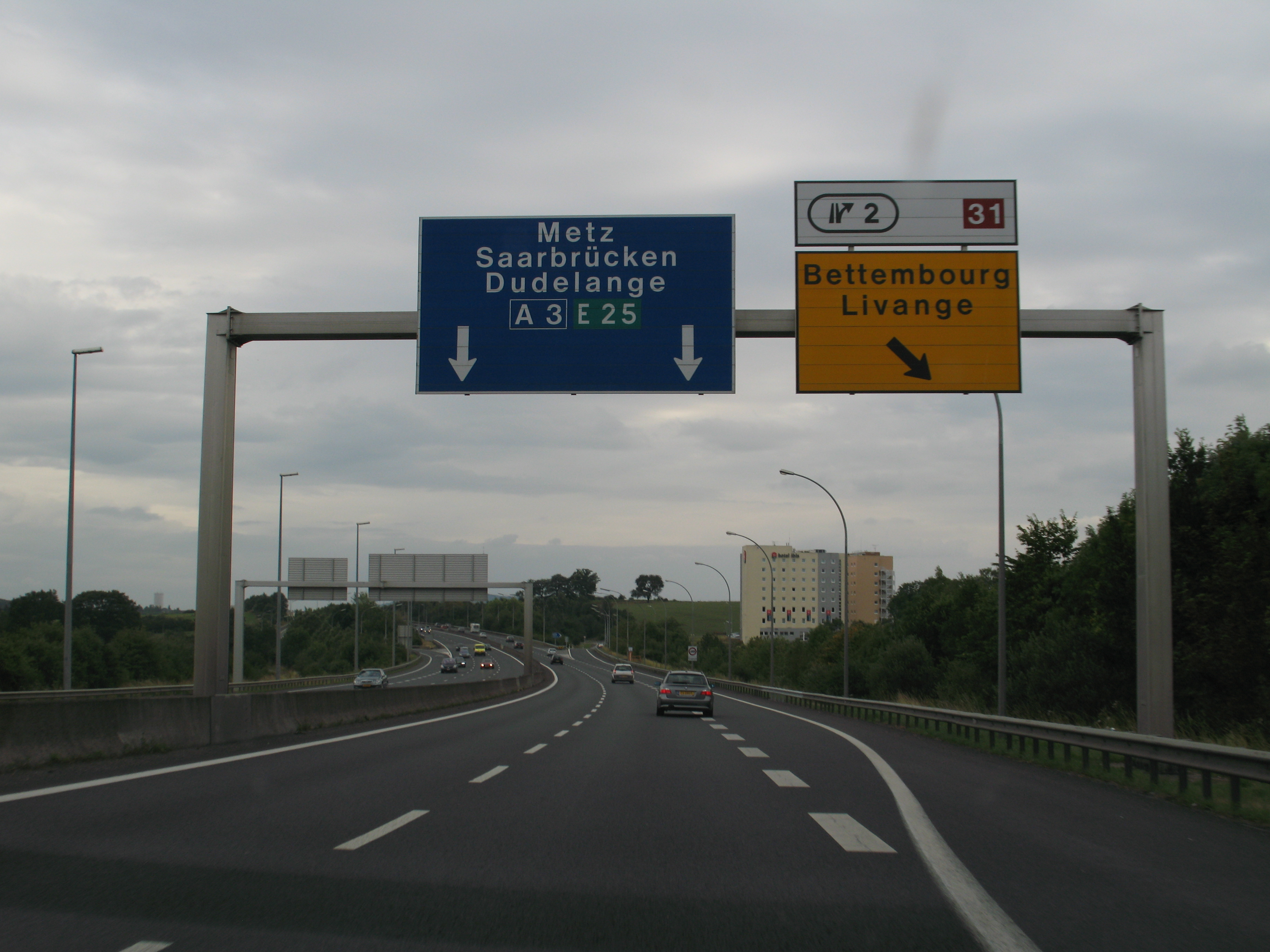
La A3 en dirección a Francia

La A3 o autopista A3 conocida también como Autopista de Dudelange (en francés: Autoroute de Dudelange) es una autopista de Luxemburgo Tiene 13,318 kilómetros de longitud y conecta la Ciudad de Luxemburgo, al sur, con Dudelange, en la frontera con Francia. Allí enlaza con la A31 francesa, que lleva a Metz.

## Descripción
La A3 fue inaugurada en tres secciones separadas:
- 1978: Cruce de Gasperich - Dudelange
- 1981: Dudelange- Francia, Autopista A31
- 21 de junio de 1995: Hesperange - Cruce de Gasperich

## Ruta
| Enlaces y estructuras |                        |     |
| (J1)                  | Hesperange / Gasperich |     |
|                       | Cruce de Gasperich     | /   |
| /                     | Berchem servicios      |     |
| (J2)                  | Livange / Bettembourg  |     |
|                       | Cruce de Bettembourg   |     |
| (J3)                  | Dudelange              |     |
| Bandera de Francia    | Frontera con Francia   | A31 |